# 岩本・西森の金曜日のパパたち
『岩本・西森の金曜日のパパたち』（いわもと・にしもりのきんようびのパパたち）は、朝日放送ラジオ（ABCラジオ）で2021年4月2日から毎週金曜日の夕方に放送されている生ワイド番組。通称は「金パパ」（きんパパ）で、岩本計介（朝日放送テレビアナウンサー）と西森洋一（モンスターエンジン）の冠番組でもある。

## 概要
柴田博（岩本の先輩アナウンサー）と西森の冠番組であった『柴田・西森のぼちぼち金曜日!』から、放送枠や「西森＋朝日放送テレビの男性アナウンサー1名」というパーソナリティの組み合わせを継承。番組タイトルの「金曜日のパパたち」は、TBSテレビ系列（ABCの放送対象地域である近畿広域圏では毎日放送）が岩本・西森の幼少期に「金曜ドラマ」枠で放送していた連続ドラマシリーズ（『金曜日の妻たちへ』）に、2人とも「パパ」（子持ちの既婚者）であることを重ねている。
当番組では、岩本と西森が直近のニュースやトレンド情報を伝えるほか、注目度の高い週末のトピックスを取り上げる。大半の時間帯は生放送だが、17:00からの15分間は、当番組の開始前から放送されていた2本の収録番組（10分番組の『清水章弘の合格への道』と5分番組の『 高野あさおの夕方ちょことーーく!』）をフロート番組扱いで内包している。
岩本はスポーツアナウンサーとして長らく活動した後に、2015年の4月改編から朝日放送（テレビ）で『おはよう朝日です』（平日早朝の関西ローカル向け生放送番組で通称『おは朝』）の総合司会に事実上専念していた。このような事情から、当番組がABCラジオにおける自身初の冠番組にもなった。ちなみに、『おは朝』から金曜日に限って2024年8月23日放送分で司会を離脱するまでは、『おは朝』の本番を終えてから当番組に出演していた。

## 放送時間
- 毎週金曜日 15:00 - 17:55
  - ABCラジオが全国高等学校野球選手権本大会の全試合を中継する期間（8月上・中旬）には、基本として当番組の全編を休止している。ただし、高校野球の試合日程との兼ね合いから、以下のような変則編成によって当番組や関連企画が放送されたこともある。
    - 2023年の第105回全国高等学校野球選手権記念大会開幕の前には、試合中継の雨傘番組向けに、当番組からのスピンオフ企画をいわゆる完パケ方式で収録。金曜日の夕方帯に組まれていた試合が中止になった場合の放送を想定していたことや、西森に代わって高島裕子を岩本のパートナーに迎えていたことから、収録に際しては『岩本・高島の金曜日のパパたち』というタイトルを用いていた。さらに、大会開幕後の8月15日に予定されていた全試合が令和4年台風第7号接近の影響で順延されることが前日（14日）に決まったことを受けて、ABCラジオでは15日で大会の中継を予定していた時間帯に『サマースペシャル』（長時間にわたる雨傘番組ゾーン）を急遽編成。このゾーンのうち、15:00 - 17:25の時間帯が上記の企画に充てられた。もっとも、実際には15日が火曜日であったにもかかわらず、この企画が『岩本・高島の金曜日のパパたち』というタイトルのまま放送された。
    - 2024年8月7日（水曜日）に開幕した第106回全国高等学校野球選手権大会では、熱中症対策の一環として、試合の時間帯を「午前の部」と「午後の部」に分ける制度（朝夕2部制）を大会史上初めて導入。この大会での導入期間は8月9日（金曜日）までの3日間で、「午前の部」の最後の試合が終了してから、「午後の部」の最初の試合を開始するまでに2時間30分の「インターバルゾーン」を設けることが条件になっていた。9日には「夕方の部」（「第3試合」に当たる1試合）の開始予定時刻が17:00に定められていたため、ABCラジオでは「インターバルゾーン」の時間帯のうち、15・16時台に当番組の短縮生放送を実施した。

## パーソナリティ
- 岩本計介（朝日放送テレビアナウンサー）
- 西森洋一（モンスターエンジン）

## タイムテーブル
- 第1部
  - 15:00 オープニング
  - 15:17 言わせてニュース
  - 15:30 謹んでお詫び申し上げます
  - 16:07 トレンドレター
  - 16:35 西森洋一の朗読日和
  - 16:54 今夜のもう一品
- 17:00 清水章弘の合格への道（フロート番組）
- 17:10 高野あさおの夕方ちょことーーく!（フロート番組）
- 第2部
  - 17:15 パパササイズ
  - 17:47 タイガースベッドライン
  - 17:52 エンディング